# Joves Pioners de Corea del Nord
Els Joves Pioners de Corea del Nord (en coreà: 조선소년단) es un moviment juvenil de pioners nord-coreà. Poden formar part d'aquest moviment els infants entre 9 i 15 anys. Els infants majors de 15 anys poden unir-se a la Lliga de la Joventut Socialista Kim Il Sung. L'organització és part de la Unió Infantil Coreana i té unitats operant en escoles primàries i secondàries a tota la nació de Corea del Nord.